# Транспортер: Ново начало
„Транспортер: Ново начало“ (на английски: The Transporter Refueled) е френски екшън трилър от 2015 г. на режисьора Камий Дьоламар по сценарий на Люк Бесон, Бил Коолейдж и Адам Купър.
Това е четвъртият пълнометражен филм от поредицата, започнала с „Транспортер“. В него главният герой се е оттеглил от бизнеса си с транспортиране на съмнителни пратки, но е въвлечен в банков обир, извършен от група проститутки, които отвличат баща му. Главните роли се изпълняват от Ед Скрайн, Рей Стивънсън и Лоан Шабанол.